# United Future Organization
United Future Organization oder früher auch U.F.O. ist ein von Japan aus operierendes Acid-Jazz-Project.
1990 wurde die Gruppe als U.F.O. von den Japanern Tadashi Yabe und Toshio Matsuura mit dem Franzosen Raphael Sebbag gegründet. Sie stand im Zentrum der japanischen Acid-Jazz-Szene und bereitete den Nu Jazz vor. Ihre Debütsingle I Love My Baby (My Baby Loves Jazz) (1991) wurde ein großer Hit und ein Clubklassiker. Im Folgejahr waren die Singles Loud Minority / Moon Dance weltweit in den Clubs erfolgreich.
Die Gruppe mixte zunächst Breakbeat, Hip-Hop und Jazz, bewegte sich dann auch in den Bereich des Trip-Hop. Zu ihren Aufnahmen holten sie für einzelne Titel Mark Murphy, Cleveland Watkiss, Steve Williamson, Sabrina Malheiros und weitere Künstler. 2002 schied Toshio Matsuura aus. Tadashi Yabe (der 2024 starb) und Raphael Sebbag machten als Duo unter dem Namen United Future Organisation weiter.

## Diskographische Hinweise
- Jazzin'  (1991–1992)
- United Future Organization (1993)
- No Sound Is Too Taboo (1994)
- 3rd Perspective (1996)
- Bon Voyage (1999)
- V(five) (2002)
- UFOs for Real Scene1 (2006)
- UFOs for Real Scene2 (2006)
- UFOs for Real Scene3 (2006)

Remix-Albums
- Remix (1995)
- Spicy Remix (1997)
- Bon Voyage Les Remix (2000)